# Quiers-sur-Bézonde
Quiers-sur-Bézonde település Franciaországban, Loiret megyében. Lakosainak száma 1165 fő (2022. január 1.). Quiers-sur-Bézonde Fréville-du-Gâtinais, Auvilliers-en-Gâtinais, Beauchamps-sur-Huillard, Bellegarde, Montliard, Nesploy, Ouzouer-sous-Bellegarde és Sury-aux-Bois községekkel határos.

## Népesség
A település népességének változása:
| Lakosok száma | 704  | 814  | 898  | 1122 | 1164 | 1160 | 1152 | 1133 | 1128 | 1165 |
|               | 1968 | 1982 | 1990 | 2006 | 2013 | 2015 | 2017 | 2019 | 2020 | 2022 |